# Vladímir Ivánov (político)
Vladímir Ivánovich Ivánov (ruso: Владимир Иванович Иванов;11 de marzo de 1893, Tula, 15 de marzo de 1938, Moscú) fue un político soviético, que fue el primer Secretario General del Partido Comunista de la República Socialista Soviética de Uzbekistán, entre el 13 de febrero de 1925, hasta 1927. Fue reemplazado por Kuprián Kirkizh.

## Biografía
Estudió en la Facultad de Medicina de la Universidad de Moscú. Se unión a los bolcheviques en 1915, participó en la Guerra Civil Rusa, contribuyendo a la formación del Ejército Rojo. 
Desempeñó diversos cargos en la región de Yaroslavl y Moscú. Entre 1925 y 1927 fue el primer Secretario General del Partido Comunista de la República Socialista Soviética de Uzbekistán.
Entre 1927 y 1931 desempeñó diversos cargos en el Comité Territorial del Cáucaso Norte.
En 1 de noviembre de 1936 es nombrado Comisario del Pueblo para la industria maderera.
Es detenido el 1 de noviembre de 1937. Reconoce su "participación" en la organización de los levantamientos de los kuláks en el Cáucaso en 1928.
Fue purgado en el último de los juicios de Moscú, conocido como el Juicio de los Veintiuno, condenado a muerte el 13 de marzo de 1938 y fusilado. En el juicio se autoinculpó:

Mis crímenes se resumen en una activa participación en el bloque trotskista-derechista, alta traición, sabotaje, desviacionismo, rebelión. Por ello ruego perdón al régimen soviético.

Fue rehabilitado en 1959.